# Pristimantis carlossanchezi
Espèce
Synonymes
- Eleutherodactylus carlossanchezi Arroyo, 2007

Statut de conservation UICN

 EN  : En danger
Pristimantis carlossanchezi est une espèce d'amphibiens de la famille des Craugastoridae.

## Répartition
Cette espèce est endémique du département de Santander en Colombie. Elle se rencontre entre 2 400 et 2 550 m d'altitude dans la cordillère Orientale.

## Étymologie
Cette espèce est nommée en l'honneur de Carlos Alberto Sánchez, le grand-père de Sandy B. Arroyo Sánchez.

## Publication originale
- Arroyo, 2007 : New frog (Brachycephalidae: Eleutherodactylus) from the Western Flank of the Cordillera Oriental of Colombia. Zootaxa, no 1389, p. 61-68.